# بورغكيرشن (آن دير آلتس)
بَلدَة بُورَغكِيرشنَّ آن دِير آلتسِ (بالأَلمانِيَّة: Gemeinde Burgkirchen an der Alz) هي بَلدَة أَلمانِيَّة في مِنطَقَة آلتوتينغ التَّابِعة لمُحافظة باڤارِيا العُليَا في وِلاَية باڤارِيا في جُمهُوريَّة أَلمَانيَا الاِتّحاديّة بمِساحة تُقَدَّر بحَوالَي 46 كم².

## توأمة
لبورغكيرشن (آن دير آلتس) اتفاقيات توأمة مع كل من:
- Sânnicolau Mare [الإنجليزية]‏ (28 مارس 2004 - )
- Kazincbarcika [الإنجليزية]‏ (15 مارس 1998 - )
- وينغين سور مودير (25 يونيو 1977 - )[6]

## وُصلات خارجيّة
- الصّفحة الرّسميّة لِبَلدَة بُورَغكِيرشنَّ آن دِير آلتسِ (باللُّغَةُ الألمانِيّة).

## مَراجع
1. ↑  "Alle politisch selbständigen Gemeinden mit ausgewählten Merkmalen am 31.12.2018 (4. Quartal)" (بالألمانية). Statistisches Bundesamt. Archived from the original on 2019-03-10. Retrieved 2019-03-10.
2. ↑  Alle politisch selbständigen Gemeinden mit ausgewählten Merkmalen am 31.12.2023 (بالألمانية), Statistisches Bundesamt, 28. Oktober 2024, QID:Q131220759, Archived from the original on 17 November 2024 {{استشهاد}}: تحقق من التاريخ في: |publication-date= (help)
3. ↑  GeoNames (بالإنجليزية), 2005, QID:Q830106
4. ↑   http://www.burgkirchen.de/index.php?option=com_content&view=article&id=60&Itemid=185. {{استشهاد ويب}}: |url= بحاجة لعنوان (مساعدة) والوسيط |title= غير موجود أو فارغ (من ويكي بيانات) (مساعدة)
5. ↑   http://www.stmi.bayern.de/assets/stmi/suk/kommunen/kommunale_partnerschaften_gemeinden__.pdf. {{استشهاد ويب}}: |url= بحاجة لعنوان (مساعدة) والوسيط |title= غير موجود أو فارغ (من ويكي بيانات) (مساعدة)
6. ↑  نسخة محفوظة 3 مارس 2016 على موقع واي باك مشين.